# Loreto (Granada)
Loreto (también llamado popularmente El Loreto) es una localidad y pedanía española perteneciente al municipio de Moraleda de Zafayona, en la provincia de Granada y comunidad autónoma de Andalucía. Está situada en la parte meridional de la comarca de Loja. Cerca de esta localidad se encuentran los núcleos de Fuensanta, Brácana, Tocón, El Turro y Villanueva Mesía.

## Historia
Loreto fue creada en la década de 1950 por el Instituto Nacional de Colonización, dentro de la política de colonización agraria que se llevó a cabo durante la dictadura de Franco. Se repartió a cada familia una parcela de siete u ocho fanegas granadinas de tierra, una vaca, una yegua y un carro para su explotación. Casi en su totalidad, las calles recibieron el nombre de capitales de provincia españolas (Santander, que es la principal, Lérida, Zaragoza, Guadalajara, Vitoria, Ciudad Real, Bilbao, San Sebastián, etc) y de pueblos granadinos (Otura, Nívar, Baza, Guadix, Alhama de Granada, Cacín, Dúrcal, etc).
Tras la construcción en los primeros años de los 90 de la autovía A-92, la pedanía quedó dividida en dos partes: al norte, el Loreto pueblo, y al sur el barrio de El Cruce.

## Demografía
Según el Instituto Nacional de Estadística de España, en el año 2011 Loreto contaba con 1.249 habitantes censados, incluyendo el barrio de El Cruce.

## Cultura

### Fiestas
Sus fiestas populares se celebran cada año el segundo o tercer fin de semana de mayo en honor al patrón de la localidad, San Isidro Labrador.